# 신천항
신천항은 제주특별자치도 서귀포시 성산읍 신천리에 있는 어항이다. 1999년 12월 30일 지방어항으로 지정되었다. 관리청은 제주특별자치도, 시설관리자는 서귀포시장이다.

## 어항 연혁
조선 숙종 초에 吳致元(오치원), 吳啓元(오계원) 형제가 입주하였고 영조때 경주 김광수가 입주하였다. 그리고 조선 말엽에 최씨가 신천리에 입주하였으며, 원래는 신풍 하천 두 마을을 '내끼'라 칭했었다. 원래는 한 마을이었다가 고종때 강학수 현감이 하천리를 분리시키고 속칭 '묵은가름'에서 현재의 위치로 부락을 옮겼다고 한다. 신천리는 마을 이름이 보여주듯 마을 형성이 늦게 되었다 신풍리는 吳(오)씨가, 신천리는 玄(현)씨가, 하천리는 姜(강)씨가 주성을 이루어 지금에 이르렀다.

## 어항 구역
- 수역: 남방파제 시점(N: 33°20′10″, E:126°51′24″)으로부터 E방향으로 370m, N방향으로 430m, W방향으로 110m이동하여 육지부와 접속한(N: 33°20′25″, E:126°51′34″)선내의 수역
- 어항구역면적 : 176,000m2,  항내수면적: 28,000m2

## 어항 시설
방파제 428m, 물양장 95m, 선착장 40m